# Mkhchyan
Mkhchyan ou Mkhchian (en arménien Մխչյան) est une communauté rurale du marz d'Ararat en Arménie. Fondée en 1924, elle est située dans la région d'Artachat à 12 km au sud d'Erevan et à 9 km de la ville d'Artachat

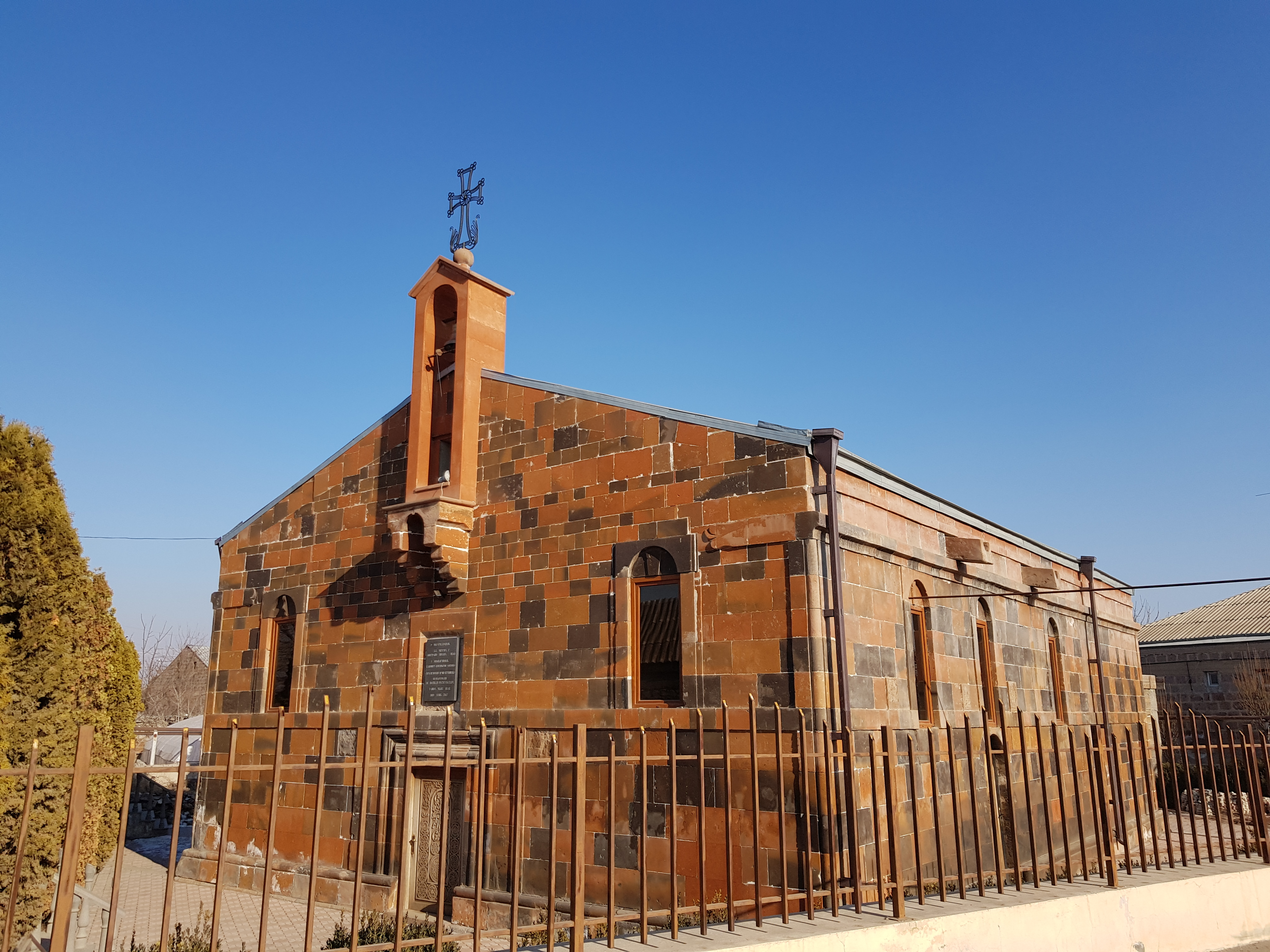
L'église

En 2008, elle compte 5 094 habitants.